# 孔坦瓦尔
孔坦瓦尔（法語：Continvoir，法語發音：[kɔ̃tɛ̃vwaʁ]）是法国安德尔-卢瓦尔省的一个市镇，位于该省西部偏北，属于希农区。

## 地理
孔坦瓦尔（47°23'18"N, 0°13'14"E）面积41.19 平方千米，位于法国中央-卢瓦尔河谷大区安德尔-卢瓦尔省，该省份为法国中西部省份，北起萨尔特省、东北接卢瓦-谢尔省，东南接安德尔省，南至维埃纳省，西临曼恩-卢瓦尔省。
与孔坦瓦尔接壤的市镇（或旧市镇、城区）包括：阿夫里耶莱蓬索、伯奈、布尔格伊、日泽、奥姆、雷斯蒂涅、里耶、卢瓦尔河畔科托、朗热。

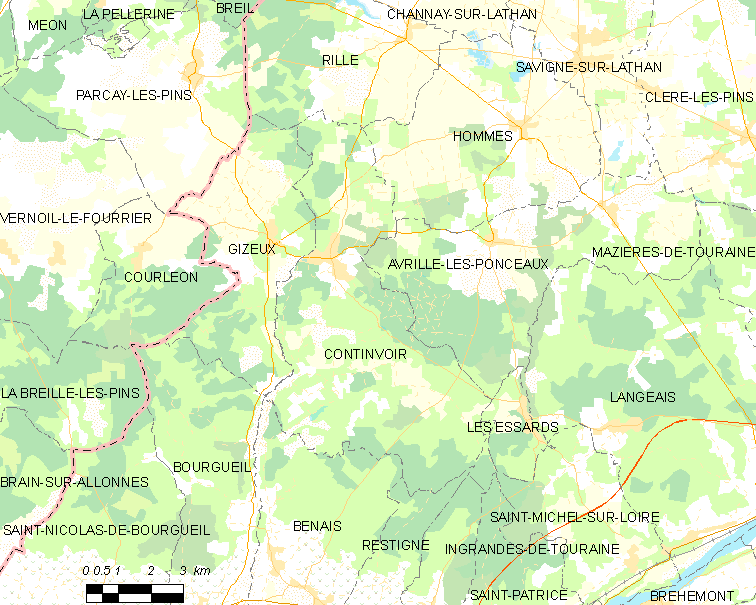
孔坦瓦尔的OSM定位图

孔坦瓦尔的时区为UTC+01:00、UTC+02:00（夏令时）。

## 行政
孔坦瓦尔的邮政编码为37340，INSEE市镇编码为37082。

## 政治
孔坦瓦尔所属的省级选区为朗热县。

## 人口

1962-2008年间孔坦瓦尔人口变化图示

孔坦瓦尔于2022年1月1日时的人口数量为467人。